# St Dominick
St Dominick – wieś w Anglii, w Kornwalii. Leży 100 km na północny wschód od miasta Penzance i 311 km na zachód od Londynu.